# Јуније Палмотић
Јуније Џоно Палмотић (Дубровник, 1606 — Дубровник, 1657) био је племић, писац, песник и драматург из Дубровника.
Припадао је заједно са Иваном Гундулићем српској књижевности и заступљен у школској лектири за 6. разред гимназије Краљевине Србије.

## Биографија
Палмотић је рођен 1606. године у Дубровнику, у племићкој породици, од оца Џоре Палмотића и мајке Оре Градић. Отац је умро док је био врло млад, па је бригу о њему водио ујак Михаило Градић. Његова мајка и мајка Ивана Гундулића биле су сестре. Јуније је имао старијег брата Џорета и млађег брата Ивана који је преминуо док је био дете.
Јуније је био омаленог стаса, беле пути, а имао је надимак Пупица. Суграђани су га ценили као уметника и поштеног човека, био је побожан и никада се није женио.

## Образовање
Изузетно мало се зна о његовом школовању, а неки историчари сматрају да је ишао у градску школу, која је била обавезна за све племиће. Познато је да је похађао приватну школу отворену 1619. године од стране исусоваца. Почео је да пише песме под утицајем учитеља исусоваца, Камила Горца и рођака Игњација Тудисија. Палмотићеви учитељ у школи био је Стјепан Градић, Палмотићев сестрић, дубровачки филозоф, математичар и исусовац.

## Каријера
Када је имао 18 година постао је члан Великог већа у Дубровачкој републици и у управи града Дубровника. Био је и дубровачки посланик (дипломата) у Цариграду. Почео је да пише док је био изузетно млад, инспирисан Овидијем, Вергилијем, Торкватом Тасом и Лодовиком Ариостом.
Кренуо је да пише поезију најпре на латинском, а потом и на народном језику. Иако је његова поезија била мелодрамска и углавном се бавила митолошким темама, његова драма била је фокусирана на савремени Дубровник, посебно на живот аристократије. У једној од својих песама демонстрирао је своје знање о српској епској поезији помињући своје хероје као што су Лазар Хребељановић, Милош Обилић, Ђурађ Кастриот Скендербег, Михајло Свилојевић, Вук Бранковић и Јанош Хуњади.
Стјепан Градић писао је о животу Јунија Палмотића и истицао да је он био пионир идеје о панславизму.

## Дела

### Драме
- Аталанта (1629)
- Павлимир (1632)
- Акиле (1637
- Натјецање Ајача и Улиса за оружје Акилово (1639)
- Елена уграбјена (1640)
- Даница (1644)
- Дидона (1646)
- Алчина (1647)
- Лавинија (1648)
- Каптислава (1652)
- Бисерница (1653)
- Ипсипиле
- Армида
- Došastje od Еnее k Ankizu njegovu ocu
- Глас
- Коломбо
- Гости града Дубровника
- Андромеда
- Песме

### Песме
- O rijeko, ka tvoreć
- Музе на пиру
- Гомнаида
- In obitu Michaelis Gradii epicedion Junii Palmottae
- Краљици Кристини
- Света Катарина од Сијене
- Кристијада

## Наслеђе
Велики број дела Палмотића објављени су крајем 19. века од стране Матице хрватске. У Загребу се у центру града налази улица која по њему носи назив, а у београдској општини Стари град постоји улица која се зове Палмотићева.